# Bardoňovo
Bardoňovo (bis 1948 slowakisch „Baračka“; ungarisch Baracska oder Barsbaracska) ist eine Gemeinde im Westen der Slowakei mit 689 Einwohnern (Stand 31. Dezember 2024), die zum Okres Nové Zámky, einem Kreis des Nitriansky kraj, gehört.

## Geographie

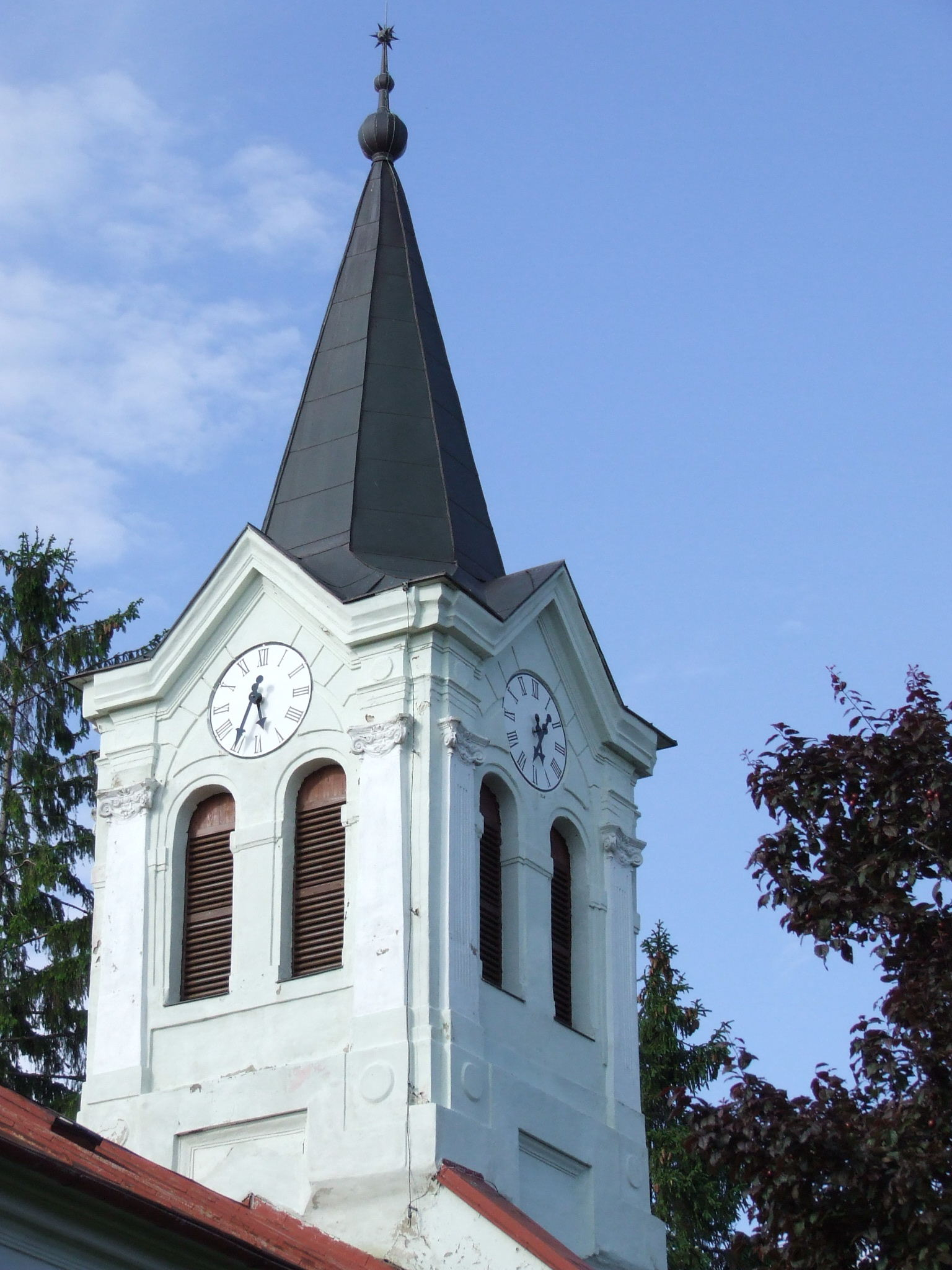
Reformierte Kirche

Die Gemeinde befindet sich im slowakischen Donautiefland, innerhalb dessen Untereinheit Pohronská pahorkatina, im sanften Tal des kleinen Baches Kvetnianka. Das Ortszentrum liegt auf einer Höhe von 193 m n.m. und ist 21 Kilometer von Šurany, 24 Kilometer von Levice sowie 34 Kilometer von Nové Zámky entfernt.
Nachbargemeinden sind Beša im Norden, Dolný Pial im Nordosten, Tekovské Lužany im Osten, Plavé Vozokany im Süden, Dedinka im Südwesten, Pozba im Westen und Trávnica im Nordwesten.

## Geschichte

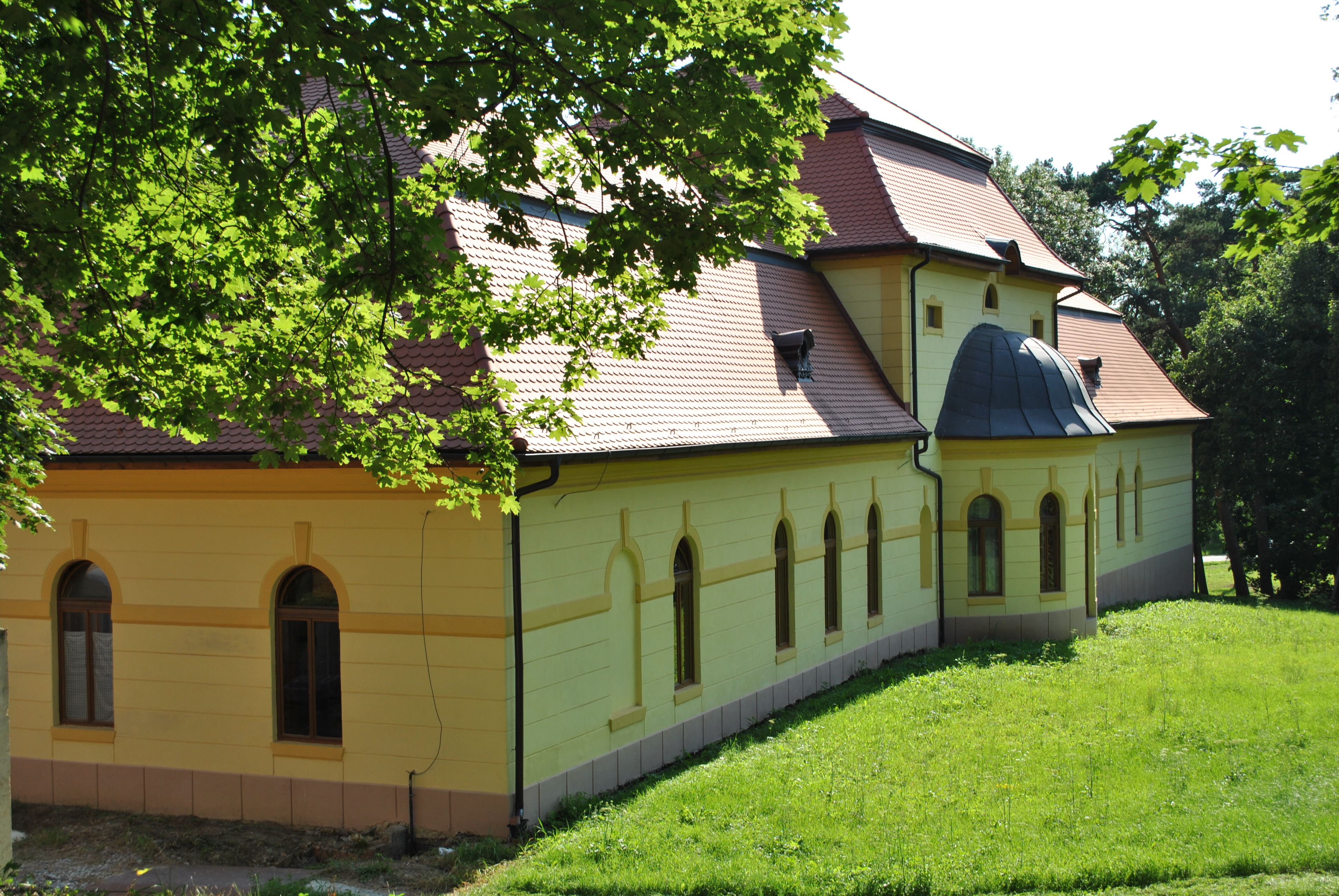
Teilansicht des Landschlosses

Im heutigen Gemeindegebiet gab es nach archäologischen Untersuchungen eine Grabstätte der Hügelgräberkultur (genauer der Čaka-Kultur und Velatice-Kultur) aus der mittleren Bronzezeit sowie eine Siedlung aus der Römerzeit.
Der Ort wurde zum ersten Mal 1269 als Barakcha schriftlich erwähnt und war zu einem Teil Besitz des örtlichen Landadels und zum anderen Teil Besitz der Abtei von Hronský Beňadik. In der Zeit der Türkenkriege wurde das Dorf mehrmals in Mitleidenschaft gezogen. 1601 stand hier ein Meierhof und 44 Häuser, 1715 hatte die Ortschaft Weingärten und 23 Steuerpflichtige, 1828 zählte man 84 Häuser und 591 Einwohner, die als Landwirte und Winzer beschäftigt waren.
Bis 1918/1919 gehörte der im Komitat Bars liegende Ort zum Königreich Ungarn und kam danach zur Tschechoslowakei beziehungsweise heute Slowakei. In der ersten tschechoslowakischen Republik gab es hier Großgüter der Familien Kelecsényi und Hoffer. Auf Grund des Ersten Wiener Schiedsspruchs lag er 1938–1945 noch einmal in Ungarn.

## Bevölkerung
| Jahr                | 1994 | 2004    | 2014     | 2024    |
| ------------------- | ---- | ------- | -------- | ------- |
| Anzahl der Personen | 953  | 876     | 750      | 689     |
| Unterschied         |      | −8,07 % | −14,38 % | −8,13 % |

| Jahr                | 2023 | 2024    |
| ------------------- | ---- | ------- |
| Anzahl der Personen | 657  | 689     |
| Unterschied         |      | +4,87 % |

Nach der Volkszählung 2011 wohnten in Bardoňovo 786 Einwohner, davon 454 Slowaken, 233 Magyaren und fünf Tschechen. 94 Einwohner machten keine Angabe zur Ethnie.
386 Einwohner bekannten sich zur römisch-katholischen Kirche, 185 Einwohner zur reformierten Kirche, vier Einwohner zur Evangelischen Kirche A. B., zwei Einwohner zur evangelisch-methodistischen Kirche und ein Einwohner zur griechisch-katholischen Kirche. 105 Einwohner waren konfessionslos und bei 103 Einwohnern wurde die Konfession nicht ermittelt.

## Bauwerke
- römisch-katholische Bartholomäuskirche im Barockstil aus dem Jahr 1733
- reformierte Kirche aus dem Jahr 1909
- Landschloss der Familie Kelecsényi im Neobarockstil mit einem Park aus dem Jahr 1888, das durch Erweiterung eines früheren Landsitzes entstand